# Gojsovac
Gojsovac är en ort i Bosnien och Hercegovina.   Den ligger i entiteten Republika Srpska, i den nordöstra delen av landet, 130 km nordost om huvudstaden Sarajevo. Gojsovac ligger 87 meter över havet och antalet invånare är 749.
Terrängen runt Gojsovac är platt. Närmaste större samhälle är Bijeljina, 3,9 km söder om Gojsovac. 
Trakten runt Gojsovac består till största delen av jordbruksmark. Runt Gojsovac är det ganska tätbefolkat, med 67 invånare per kvadratkilometer.